# Marijan Kosić
Marijan (Mario) Kosić (Vrh (Krk), 22. kolovoza 1941. - Rijeka 14. studenog 2011.), hrvatski motociklistički as.

## Životopis
Mario Kosić rodio se 22. kolovoza 1941. godine u malom otočnom mjestu Vrhu na Krku. Od djetinjstva je živio u Rijeci, a od 1966. godine počeo je voziti moto utrke. U Rijeci bilježi svoj prvi nastup na Ducatiju klase 175 ccm i osvaja osmo mjesto, da bi godinu kasnije upisao na utrci u Banjoj Luci dvije pobjede u dvije klase. Nižući nastupe niže i uspjehe i već 1968. osvaja prvi naslov prvaka Jugoslavije u klasi 250 ccm. Bio je član Auto moto društva "Rudolf Štiglić“ (danas AK Rijeka), a na preko 170 nastupa ostvario je više od 70 pobjeda.
Marijan Kosić bio je jedini kojemu je uspjelo osvojiti tri »Zlatne kacige«. Po okončanju 1977. godine proglašen je najboljim vozačem Auto moto saveza Hrvatske.
Marijan Kosić ostaje upamćen i kao posljednji rekorder trsatske staze. Vozila se 11. utrka »Oslobođenje Rijeke«, 23. travnja 1972. godine, kada je uz dvostruki trijumf (175 i 250 ccm) Kosić postavio i zadnji znani apsolutni rekord staze u vremenu 1:23,2 minuta prosječnom brzinom 129,496 km/sat.
U želji da da svoj obol prvoj utrci na pisti neovisne Hrvatske 22. lipnja 1992., na Grobničkom polju, vozio je posljednju utrku. Doživio je težak pad nastadavši u srazu s mladim motociklistom početnikom u trećem krugu treninga, u često kobnom »zagrebačkom zavoju«. S teškim ozljedama glave bolnicu je napustio tek poslije tri mjeseca i od tada mu se život zauvijek promijenio te je kraj života dočekao zaboravljen i u siromaštvu.

## Rezultati i nagrade
Rekorder je po broju osvojenih naslova prvaka Jugoslavije – 11: sedam u klasi do 250 ccm (1968., 1972., 1973., 1974., 1975., 1976. i 1977.), te četiri u klasi do 175 ccm (1970., 1971., 1972. i 1977.). Bio je prvak Hrvatske i Slovenije 1967. godine u klasi 175 ccm, iste godine u klasi 250 ccm drugi, a peti u klasi 125 ccm. U državnom prvenstvu iste je godine bio treći u 250 i četvrti u 175 ccm. Godinu kasnije treći, a 1969. drugi u klasi 175. Dobitnik je Zlatne značke AMSJ i AMSH, Zlatne plakete Narodne tehnike, Plakete Castrola i Zlatne plakete Općine Rijeka.    